# Waifu2x
waifu2x是一个用于动漫风格图像的图像缩放和图像降噪程序，也支持处理普通图片 。
waifu2x的核心是一个用于超解析度成像的卷积神经网络(SRCNN)。它使用了NVIDIA CUDA技术，但也能使用OpenCL和Vulkan來執行演算。
区别于传统的插值拉伸等放大方法，waifu2x采用了经过训练的深度卷积神经网络进行图像放大，针对性地解决了其他放大方法在放大动漫风格图片时常出现的线条锐利度降低、色块纯净度变差等缺陷，对于动漫风格图片有着强于其他放大方法的表现。

## 命名
「waifu」（维基词典）是英语中关于动漫的俚语，指一些深受观众喜爱的女性角色；「2x」表示放大两倍。

## 样例
- 左图：512×512px，PNG格式无损，来源：Wikipe-tan face.svg
- 中间：256×256px，JPG格式，使用最近邻插值方法放大30%
- 右图：512×512px，利用waifu2x进行分辨率提升与降噪